# Resa i tusen världar
Resa i tusen världar är en serie svenska fantasyromaner för ungdomar.
I serien har hittills utkommit:
- Hemligheternas bok (2007) av Fredrik Agetoft och Jonna Cullberg
- Den förlorade kejsaren (2007) av Fredrik Agetoft